# Pelouses et habitats rocheux des gorges de Pommerol
Pelouses et habitats rocheux des gorges de Pommerol este o arie protejată (sit de importanță comunitară — SCI) din Franța întinsă pe o suprafață de 1.510 ha, integral pe uscat.

## Localizare
Centrul sitului Pelouses et habitats rocheux des gorges de Pommerol este situat la coordonatele 44°26′22″N 5°27′24″E / 44.43944°N 5.45667°E.

## Înființare
Situl Pelouses et habitats rocheux des gorges de Pommerol a fost declarat arie specială de conservare în baza directivei 92/43 din 1992 referitoare la conservarea habitatelor naturale și a faunei și florei sălbatice pentru a proteja un număr necunoscut de specii din flora spontană și fauna sălbatică aflate în arealul zonei.

## Biodiversitate
Situată în ecoregiunea mediteraneană, aria protejată conține 4 habitate naturale: Izvoare petrifiante cu formare de travertin (Cratoneurion), Pante stâncoase calcaroase cu vegetație casmofită, Matorral arborescenți cu Juniperus spp., Păduri endemice cu Juniperus spp..
La baza desemnării sitului se află un număr nedeclarat de specii protejate.